# Neopachystola erinaceus
Neopachystola erinaceus là một loài bọ cánh cứng trong họ Cerambycidae.